# Jean-François Da Ré
Pas d'image ? Cliquez ici

a Compétitions nationales et continentales officielles uniquement.

Jean-François Da Ré, né le 17 avril 1954 à Vic-Fezensac et mort le 6 janvier 1987 à Toulouse, est un joueur de rugby à XIII évoluant au poste de centre, d'ailier ou d'arrière dans les années 1970 et 1980. Son décès à l'âge de 32 ans au cours d'une rencontre du Championnat de France en janvier 1987 à la suite d'un fait de jeu du joueur catalan Thierry Naudo créé un émoi dans le monde du rugby.
Il joue à la fin des années 1970 et dans les années 1980 dans le club de Carcassonne qui joue le haut du tableau du Championnat de France, mais c'est dans la compétition de la Coupe de France que Da Ré dispute de nombreuses finales. Après quatre finales perdues ou annulées en 1979, 1980, 1981 et 1982, lui et Carcassonne remporte la Coupe de France en 1983.
Dans la vie civile, Jean-François Da Ré est employé municipal de la ville de Carcassonne.

## Biographie
Jean-François Da Ré naît le 17 avril 1954 à Vic-Fezensac. Il découvre le rugby à XIII par le biais du rugby corporatif sur le tard en tant que distraction dominicale. Persuadé par ses camarades en lien avec l'AS Carcassonne XIII de rejoindre la réserve du club, il s'y engage à ses vingt ans, puis à 22 ans l'entraîneur Jean Cabrol décide de le convoquer en équipe première en déclarant « qu'il a deviné en Da Ré des possibilités techniques qui en feraient le futur titulaire des lignes arrières » en sachant que la patience soit de mise pour que Da Ré puisse rattraper son retard, lui qui n'avait pas pratiqué le XIII dans sa jeunesse. Lors de la saison 1986-1987, l'entraîneur de Carcassonne Jacques Franck l'installe à l'aile, mais Da Ré préfère le poste de centre pour « travailler le ballon et le bonifier pour son ailier ». C'est à ce poste qu'il dispute la rencontre du 4 janvier 1987 face au XIII Catalan.

### 4 janvier 1987: Décès tragique
Âgé de 32 ans et marié, Jean-François Da Ré dispute le 4 janvier 1987 au stade Albert-Domec une rencontre rude entre deux équipes jouant le haut du tableau pour le compte du Championnat de France avec son club de Carcassonne alors 3e face au club de Perpignan du XIII Catalan occupant la 6e place. A la 68e minute de cette rencontre, Da Ré marque un essai portant le score à l'avantage de Carcassonne 10-7. A trois minutes de la fin de la rencontre, une nouvelle action se déroule sur son côté où cette fois il n'échappe pas au placage du joueur catalan Thierry Naudo, l'action se poursuit avant que l'arbitre, Gilles Carrière, s'aperçoit que Da Ré est resté au sol et ne se relève pas. Les secours interviennent et constatent le coma profond dans lequel est désormais le joueur puis le transportent au service de neuro-traumatologie de l'hôpital de Rangueil de Toulouse. Jean-François Da Ré y décède le lundi 6 janvier 1987.

### Réactions et conséquences
Ce décès fait suite à deux autres incidents intervenus quelques mois auparavant lié au club de rugby à XV l'US Carcassonne avec le décès de Jean-Claude Mazet le 6 octobre 1984 ainsi que la condamnation à vie de rester en fauteuil roulant de Michel Cortal. Ces antécédents incitent pour la première fois la justice, par l'intermédiaire de son procureur de la République, M. Henri Cabrol, d'ouvrir une information pour « rechercher les causes exactes de la mort de Jean-François Da Ré ». Le procureur explique agir au regard des précédents en rugby. Le club de Carcassonne, de son côté, déclare ne plus vouloir rencontrer le XIII Catalan et si aucune sanction n'est prise à l'égard des Catalans, le club boycottera le Championnat. Le club audois réclame également la présence de secours sur les stades et annonce ne pas disputer la rencontre programmée le week-end suivant contre l'AS Saint-Estève, à l'instar de la rencontre Carpentras-XIII Catalan sur demande de ces derniers. La Fédération française prend la décision d'observer une minute de silence avant chaque rencontre disputée le week-end du 11-12 janvier 1987 et son Président Jacques Soppelsa y déclare « Choquante ! Intolérable ! Au-delà des mots, bien inutiles, nous devons nous interroger et faire tous ensemble, car nous sommes tous responsables, notre autocritique [...] La nation treiziste est en danger ! ».
Parallèlement, Da Ré qui avait manifesté son intention de faire don de ses organes avant son décès permet la transplantation de son cœur effectuée par les services du Professeur Pierre Puel au profit de M. Jean Battista, forain propriétaire d'un centre de tir.
Les déclarations dans le monde du rugby à XIII sont houleuses à l'égard des Catalans. Le Président de Villeneuve-sur-Lot sur fond de fronde à l'égard de la Fédération déclare « Comme notre dernière réunion se déroulait à Carcassonne, j'avais demandé au président catalan Galgado de ne pas venir. Mais je le verrai dimanche matin, pour lui dire des choses pas spécialement agréables. [...] Il y a effectivement un problème catalan. Qui remonte à la finale Perpignan Villeneuve de 1981, où nous avions quitté le terrain à la 6e minute de jeu. Quand les Catalans sont menés au score, ils se battent. Tous les clubs de Nationale 1 [Première division]  le savent. Les Catalans sont les loups solitaires de notre sport. Ils ne viennent pas aux pots d'après match, et pratiquent une religion primitive de la fierté. Il n'est pas question de rayer ce club de la carte du XIII, pour tout ce qu'il a pu apporter à notre sport. Mais le président Galgado doit désormais se passer des services de 4 à 5 de ses joueurs. Nous n'avons qu'un regret : ne pas avoir réagi plus tôt. Nous aurions pu contribuer à éviter un drame » et revient également sur les déroutes de l'équipe de France contre l'Australie. Cela se concrétise lors de l'assemblée générale de la Fédération en février 1987 où quatre raisons sont avancées pour voter une motion de défiance à l'égard du président de la fédération M. Soppelsa, à savoir la déroute face à l'Australie, le décès de Da Ré, la défaite cinglante fin janvier 1987 contre la Grande-Bretagne 4-52 et le déficit d'environ 900 000 francs dans la trésorerie de la Fédération.
Finalement, le Président Soppelsa finit par déposer sa démission, Jean-Paul Verdaguer est élu à sa succession le 9 mai 1987 et la Fédération sanctionne Thierry Naudo de quelques matchs de suspension avant de remporter un nouveau titre de Championnat de France avec le XIII Catalan, Carcassonne terminant de son côté loin des premières places dont l'élan fut coupé à la suite du décès de Da Ré et le retrait l'équipe durant le mois de janvier 1987 n'y disputant pas de match. Quelques années plus tard, en l'hommage de Da Ré, la ville de Carcassonne nomme un stade situé dans le hameau de Grèzes-Herminie « Stade Jean-François Daré » construit en 1990.

## Palmarès
- Collectif :
  - Vainqueur de la Coupe de France : 1983 (Carcassonne).
  - Finaliste de la Coupe de France : 1979[9], 1980, 1981[10] et 1982 (Carcassonne).

### En club
| Saison    | Saison         | Championnat           | Championnat | Coupe           | Coupe      |
| Saison    | Saison         | Comp.                 | Class.      | Comp.           | Class.     |
| --------- | -------------- | --------------------- | ----------- | --------------- | ---------- |
| 1977-1978 | AS Carcassonne | Championnat de France | 1/2 finale  | Coupe de France | 1/2 finale |
| 1978-1979 | AS Carcassonne | Championnat de France | Finaliste   | Coupe de France | Finaliste  |
| 1979-1980 | AS Carcassonne | Championnat de France | 1/4 finale  | Coupe de France | Finaliste  |
| 1980-1981 | AS Carcassonne | Championnat de France | 1/4 finale  | Coupe de France | Finaliste  |
| 1981-1982 | AS Carcassonne | Championnat de France | 7e          | Coupe de France | Finaliste  |
| 1982-1983 | AS Carcassonne | Championnat de France | 1/2 finale  | Coupe de France | Vainqueur  |
| 1983-1984 | AS Carcassonne | Championnat de France | 1/2 finale  | Coupe de France | 1/8 finale |
| 1984-1985 | AS Carcassonne | Championnat de France | 9e          | Coupe de France | 1/8 finale |
| 1985-1986 | AS Carcassonne | Championnat de France | Barrages    | Coupe de France | 1/4 finale |
| 1986-1987 | AS Carcassonne | Championnat de France | Barrages    | Coupe de France | ?          |